# 斯科特·沃爾夫
史考特·李察·霍夫（英語：Scott Richard Wolf，1968年6月4日—）是一名美國男演員。較知名的作品如電視劇《五口之家》（1994年至2000年）、《雪山鎮》（2004年至2006年）和《V星入侵》（2009年至2011年）。

## 早期生活
霍夫出生於馬薩諸塞州的波士頓。他的母親Susan（娘家姓Levy）和母親Steven Wolf是保健執行人士。他主要於紐澤西州長大。

## 外部連結
- 斯科特·沃爾夫在互联网电影资料库（IMDb）上的資料（英文）
- Scott Wolf cast bio on The WB （页面存档备份，存于）
- THR （页面存档备份，存于）